# Kanton Orvault
Kanton Orvault (fr. Canton d'Orvault) je francouzský kanton v departementu Loire-Atlantique v regionu Pays de la Loire. Tvoří ho dvě obce.

## Obce kantonu
- Orvault
- Sautron